# 오승하 (가수)
오승하 (1988년 6월 26일 ~ )은 대한민국의 가수이다.

## 개요
대한민국의 국악인, 트로트 가수. 2018년 이전에는 '오유미'라는 이름으로 활동했다.
중요무형문화재 제57호 경기민요 전수자이며, 2018년 제21회 강원전국 경서도 강원소리 경연대회 문화체육관광부장관상을 수상하였다.
2023년 6월 1일 싱글 '맙소사'를 발표하여 트로트 가수로 데뷔하였다.

## 학력
- 서울국악예술고등학교 (졸업)
- 한양대학교 (국악과 / 학사)

## 음반
- 2020년 텍사스 룸바
- 2020년 콧바람
- 2024년 행복한 아저씨 / 분당의 밤

## 방송
- MBC 트로트의 민족 (2020년)
- TV조선 미스트롯3 (2023년)